# Buachaille Etive Beag

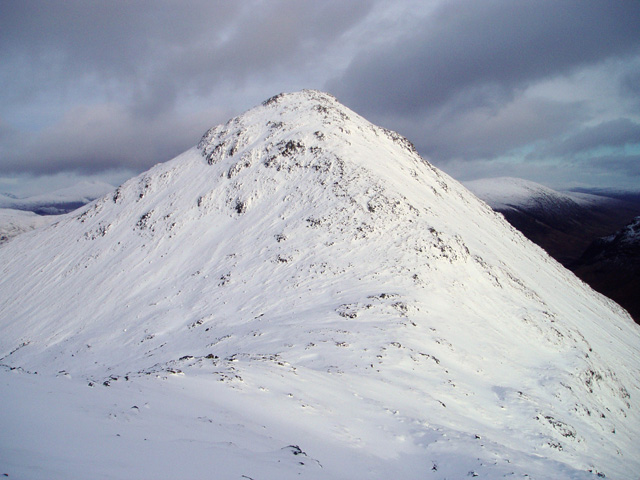
Stob Coire Raineach

Buachaille Etive Beag (en gaèlic escocès: Buachaille Eite Beag) és un muntanya de 958 m d'altitud situada entre Glen Coe i Glen Etive, a la vora de Rannoch Erm, en els Highlands escocesos. Vist del del sud, dins el Glen Etive, forma un cim bessó amb Buachaille Etive Mòr, de quin és separat per un bealach a una alçada d'aproximadament 480 metres. La muntanya és sovint coneguda afectuosament com el "wee Buachaille", el qual és una traducció literal del seu nom gaèlic.
Buachaille Etive Beag forma una cresta d'aproximadament 3 km de longitud que corre en direcció sud-oest - nord-est. Té dos cims classificats com Munro:  Stob Dubh i  Stob Coire Raineach'. L'últim ha adquirit la categoria de munro a la revisió de 'la llista de Munros' feta l'any 1997, en la que totes les cimes amb una prominència de més de 500 peus (152.4 m) van ser promogudes a la categoria de Munro.
La ruta més comuna a la muntanya s'inicia des de l'A82 a l'inici de Glen Coe. Una fita i un senyal marquen l'existència d'un dret de via per Glen Etive, seguint a través de la Lairig Eilde que separa Buachaille Etive Beag de Bidean nam Bian. Aquesta ruta és seguida al voltant d'1,5 km, moment en el qual la majoria dels senderistes simplement segueixen la vessant per arribar al Bealach entre els dos cims, que està a una altura de prop de 750 m. Des d'aquí Stob Coire Raineach es troba a uns 0,5 km al nord-est, mentre Stob Dubh és aproximadament 2 km al sud-oest. Després d'aconseguir les dues parts superiors, la majoria dels caminants simplement baixen per la seva via d'ascens. També es pot arribar (i baixar) al Bealach mitjançant el Lairig Gartain, que separa Buachaille Etive Beag, del seu germà gran, Buachaille Etive Mor.
Una ruta alternativa seria començar de Glen Etive, permetent així una travessa de la carena. La cresta sud-oest és implacablement costeruda, i llavors s'estaria obligat a organitzar el transport de tornada a Glen Etive o caminar uns 4 km addicionals per tornar a través de la Lairig Eilde o Lairig Gartain.